# دختری در پنبه سپید
شکر سوخته که در هندوستان با عنوان دختری در پنبه سفید شناخته میشود، اولین رمان آونی دوشی، نویسنده آمریکایی با اصالت هندی است. دوشی در طول هفت سال این رمان را نوشت. این داستان در مورد رابطه آشفته مادر و دختری در پونا، هند است. این رمان اولین بار در هند در اوت ۲۰۱۹ منتشر شد. سپس با اضافه شدن جزییات بیشتر، در انگلستان با عنوان شکر سوخته در ژوئیه سال ۲۰۲۰ منتشر شد.
نشر شانی، کتاب "شکر سوخته" را برای اولین بار در ایران، با ترجمه علی مالکی در بازار عرضه کرده است.
نشر مانیا هنر این کتاب را با ترجمه سید محمدهای سید جوادی و نشر راه طلایی آن را با ترجمه غزال بیگی  به بازار کتاب عرضه کرده اند.
با این وجود ترجمه مالکی به دلیل توضیحات تکمیلی کتاب در مورد آداب و سنن فرهنگ هندوستان و همچنین بررسی اجمالی زندگی اوشو و مادر ترازا در پانویس های کتاب، از اقبال بیشتری برخوردار است.
نام این رمان در لیست کوتاه جایزه ادبی بوکر ۲۰۲۰ قرار گرفته است.